# Sélestat
Sélestat (németül: Schlettstadt) település Franciaországban, Bas-Rhin megyében. Lakosainak száma 19 523 fő (2022. január 1.). Sélestat Ebersheim, Baldenheim, Châtenois, Ebersmunster, Heidolsheim, Kintzheim, Mussig, Muttersholtz, Ohnenheim, Orschwiller, Scherwiller, Guémar és Saint-Hippolyte községekkel határos.

## Fekvése
Mahlbergtől nyugatra, Strasbourg tól mintegy 40 km-rel délnyugatra fekvő település.

## Története

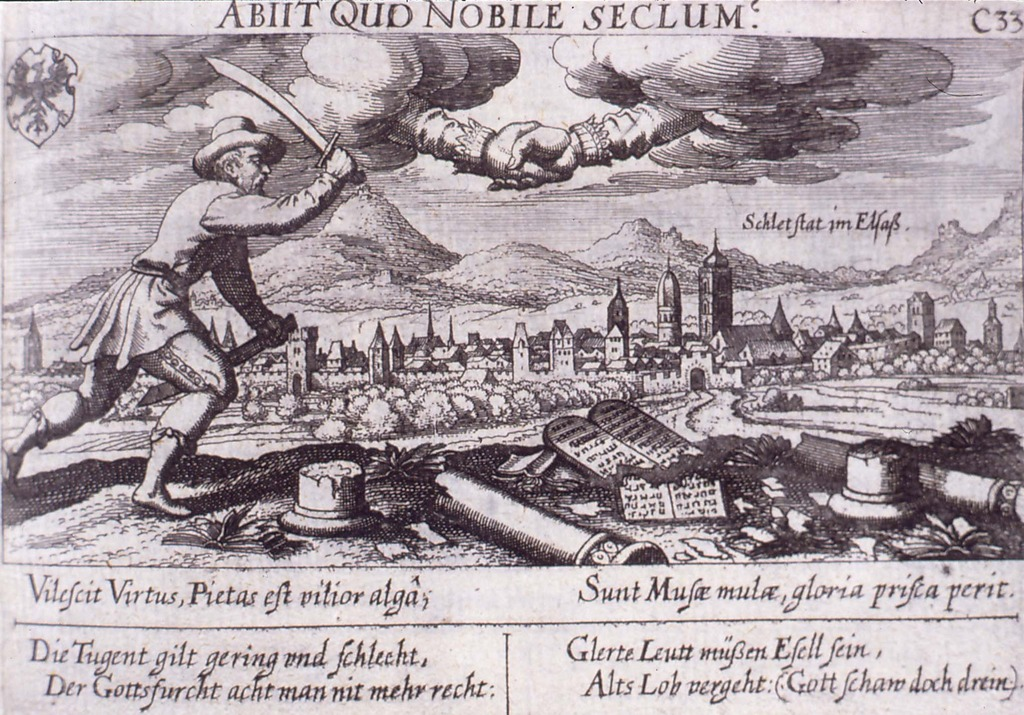

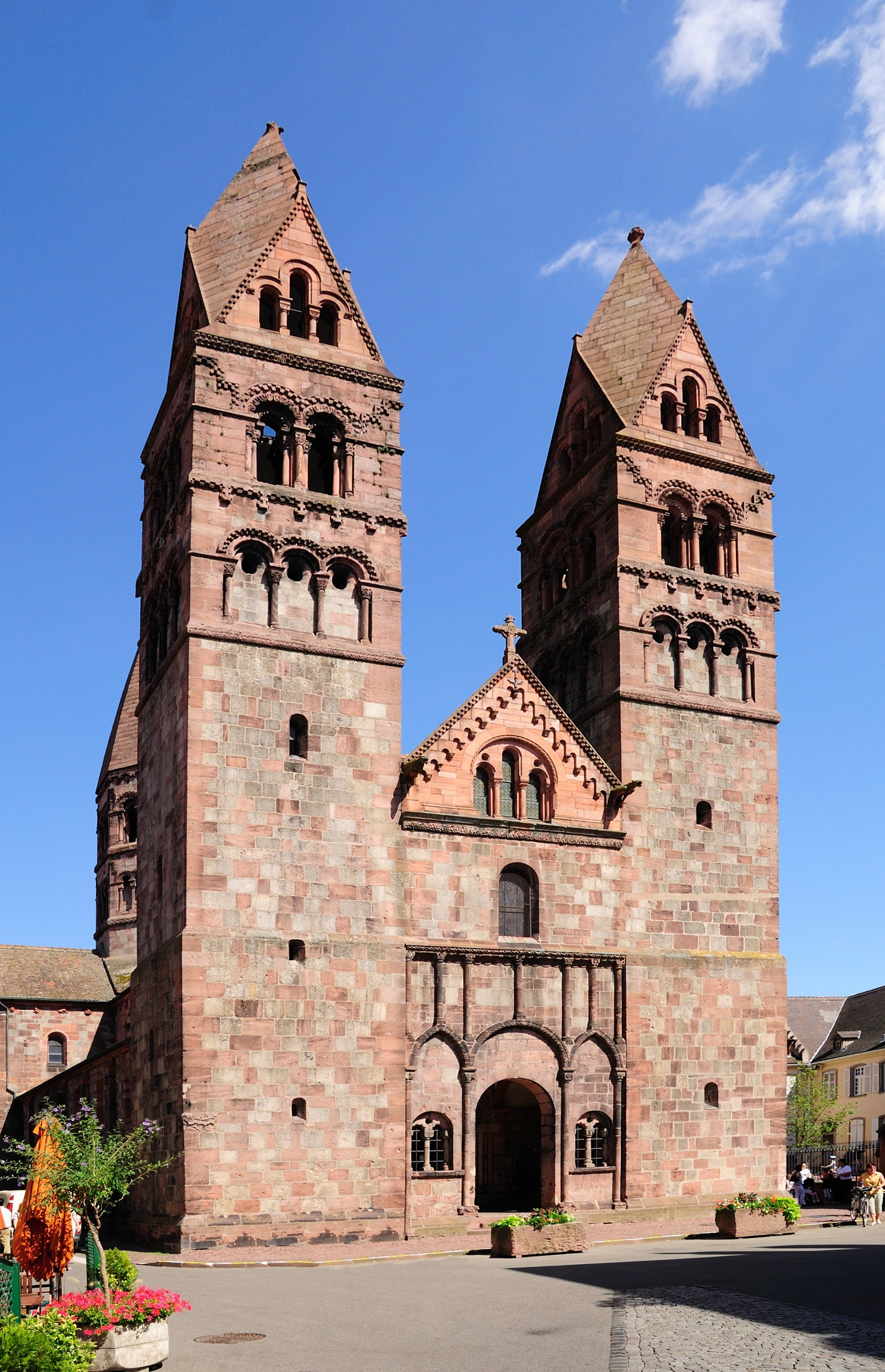

Sélestat egykor Karoling királyi birtok, ahol Károly császár ünnepelte 775 karácsonyát. A hely ebben az időszakban csak egy a Karoling királyi palota körül épült kis település volt. Ekkor épült itt az első templom is, a jelenlegi Szent György templom helyén.
A középkori város története szorosan kapcsolódik a svábokhoz. Hildegard von Buren, özvegye Staufer Friedrich von Buren és Barbarossa, itt alapították meg 1087-ben a Szent sír kápolnát, 1095-ben a  kolostort alapított itt kolostor Conques adta fiaikat. A prépostság pedig 1095-ben kolostort alapított itt és hozta a Szent Faith (Ste. Foy) és Elzász kultusz emlékeit. 1216-ban városfal épült itt és szabad város rangot kapott. Ebből az időszakból valók, a Szent György plébániatemplom kora gótikus részei. 
A Reneszánsz korban a város a humanizmus fővárosa volt. A gimnázium és a humanista Collégium, melynek könyvtára máig fennmaradt, Európa-szerte híres volt.
Schlettstadtban a középkorban fennálló latin iskola példáját más iskolák, így Passau, Braunschweig vagy Heilbronn is követték.
A legtöbb Schlettstadti diák az itt megkezdett tanulmányait Bázel, Heidelberg, Strasbourg és Freiburg egyetemén folytatta. A Felső-Rajna vidékén kívül a diákok Párizs vagy Krakkó egyetemein tanultak.

## Galéria

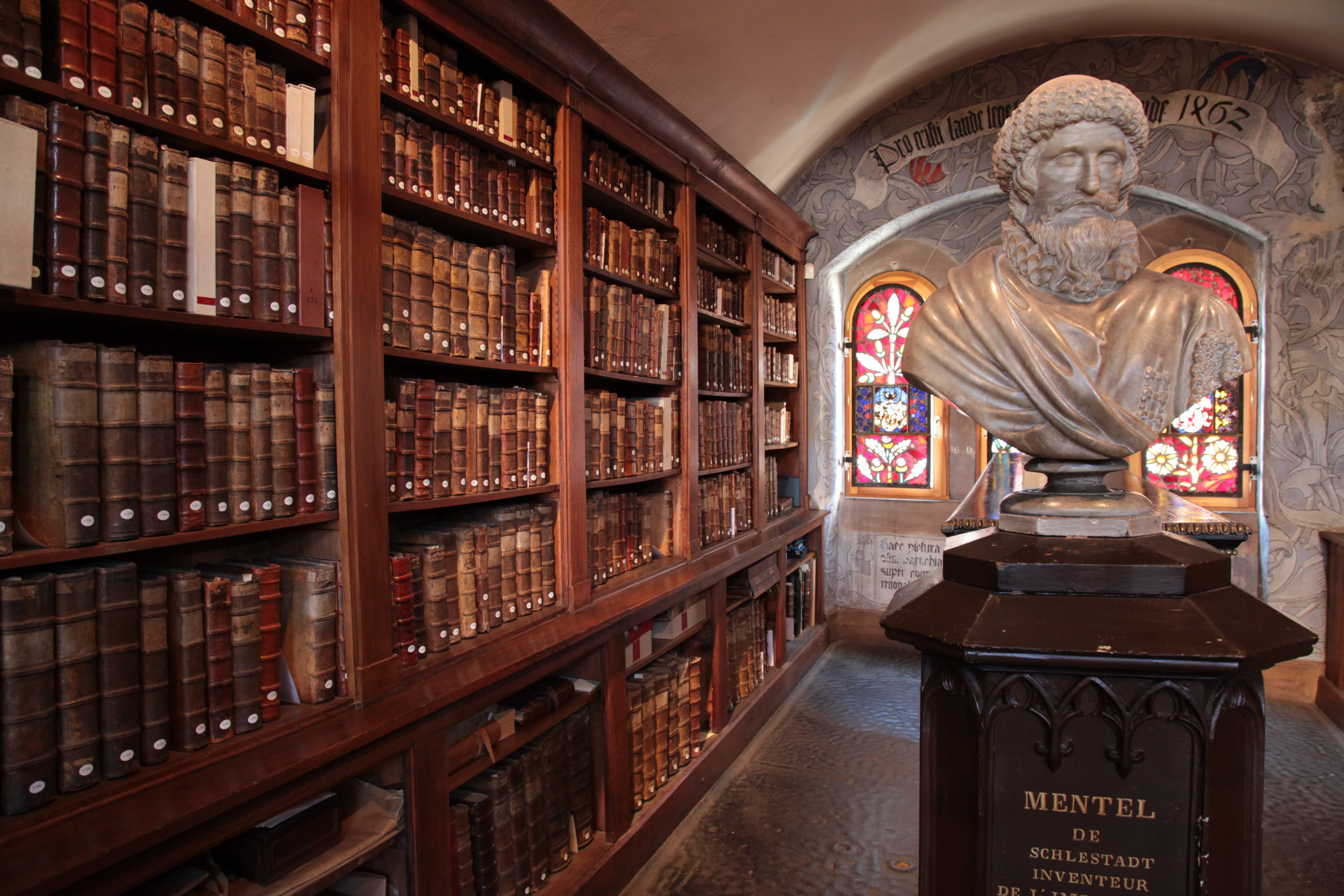
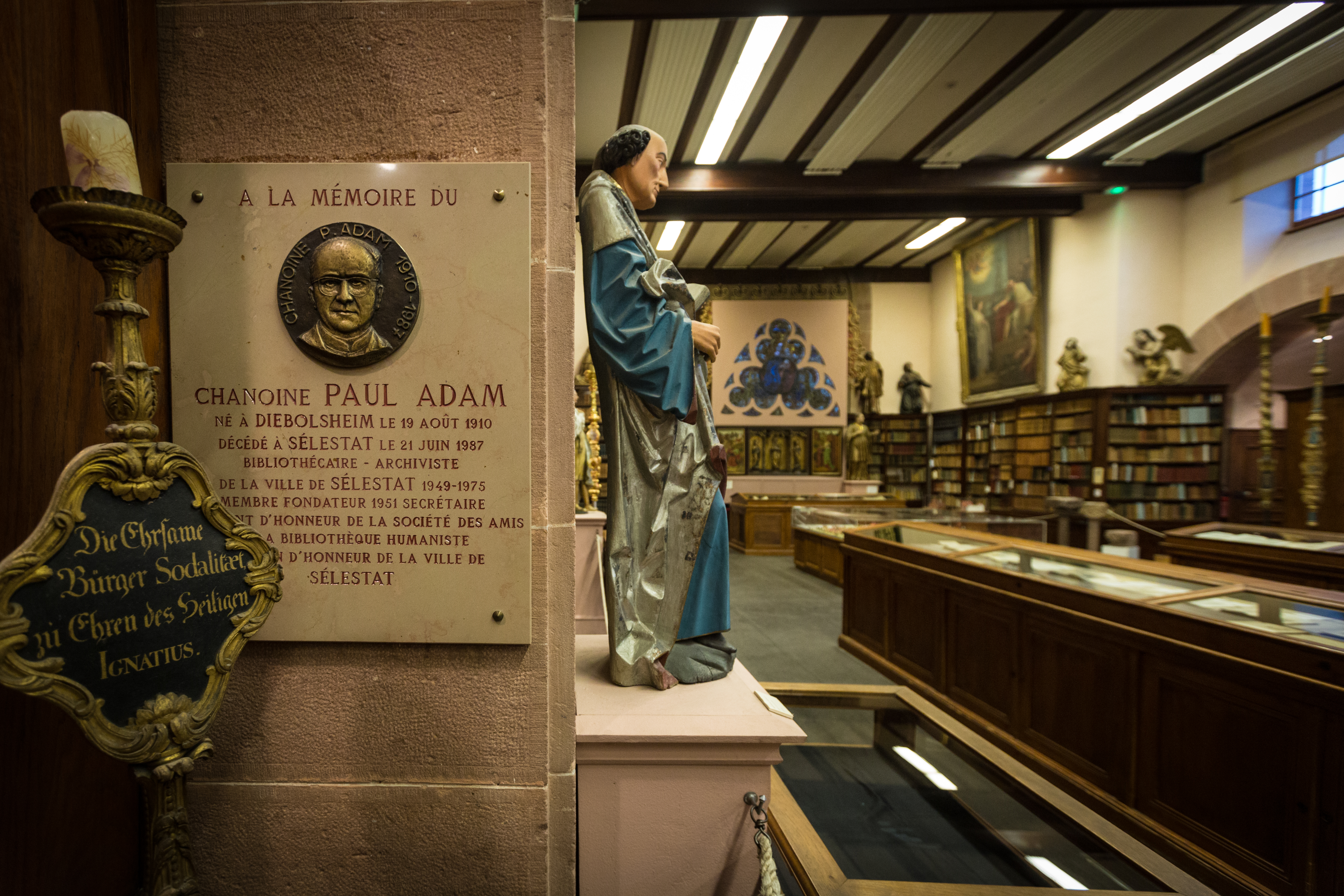
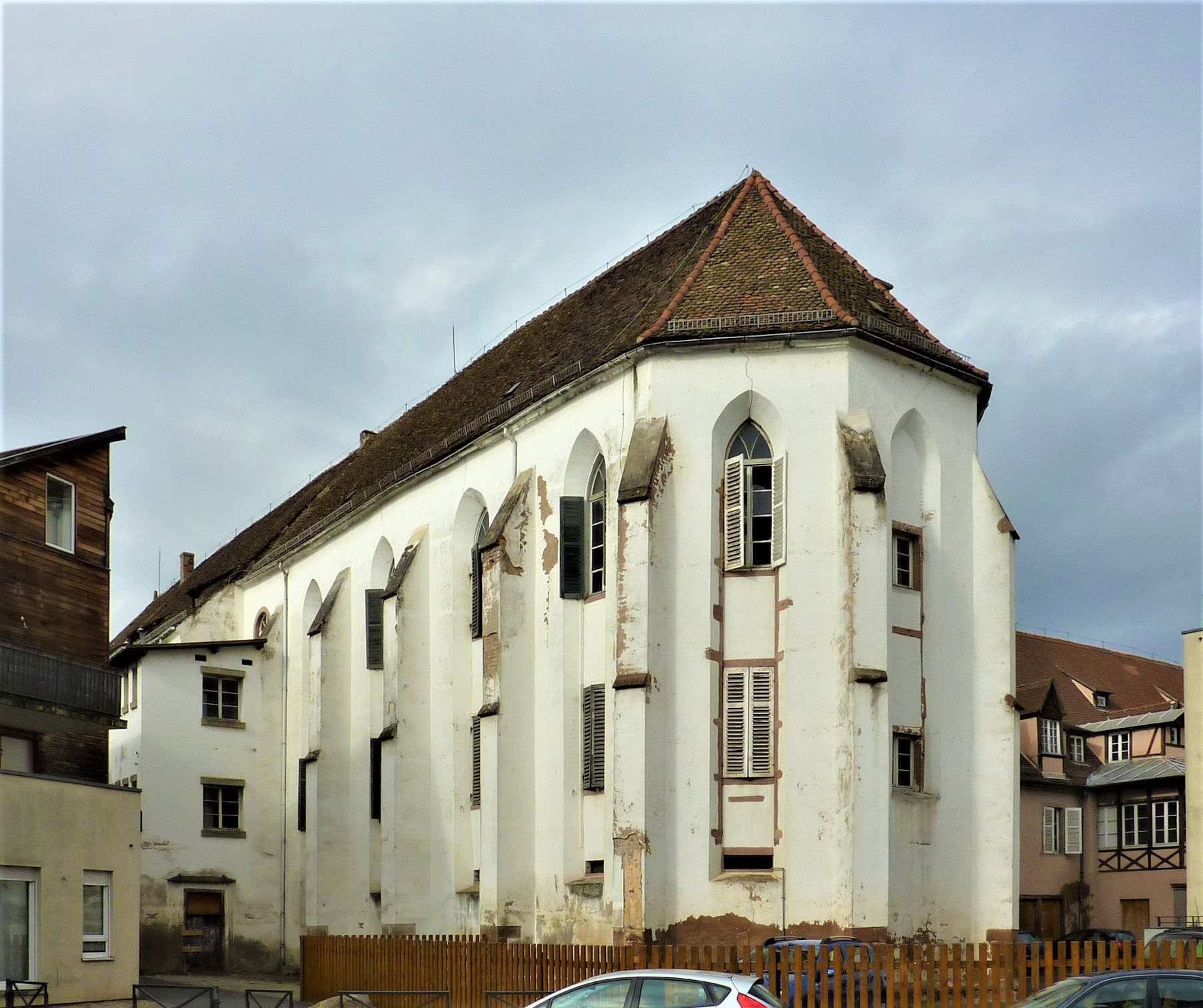
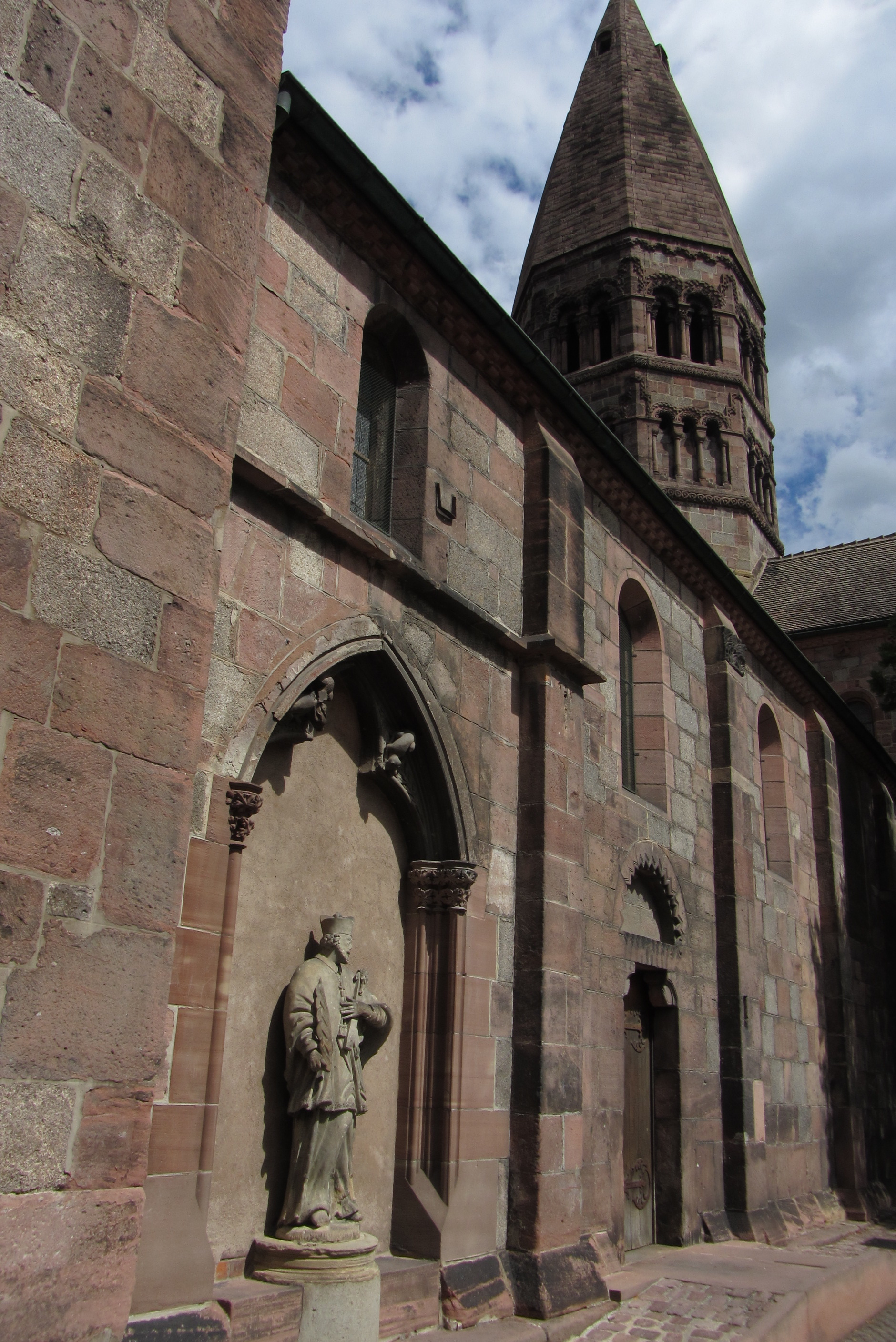
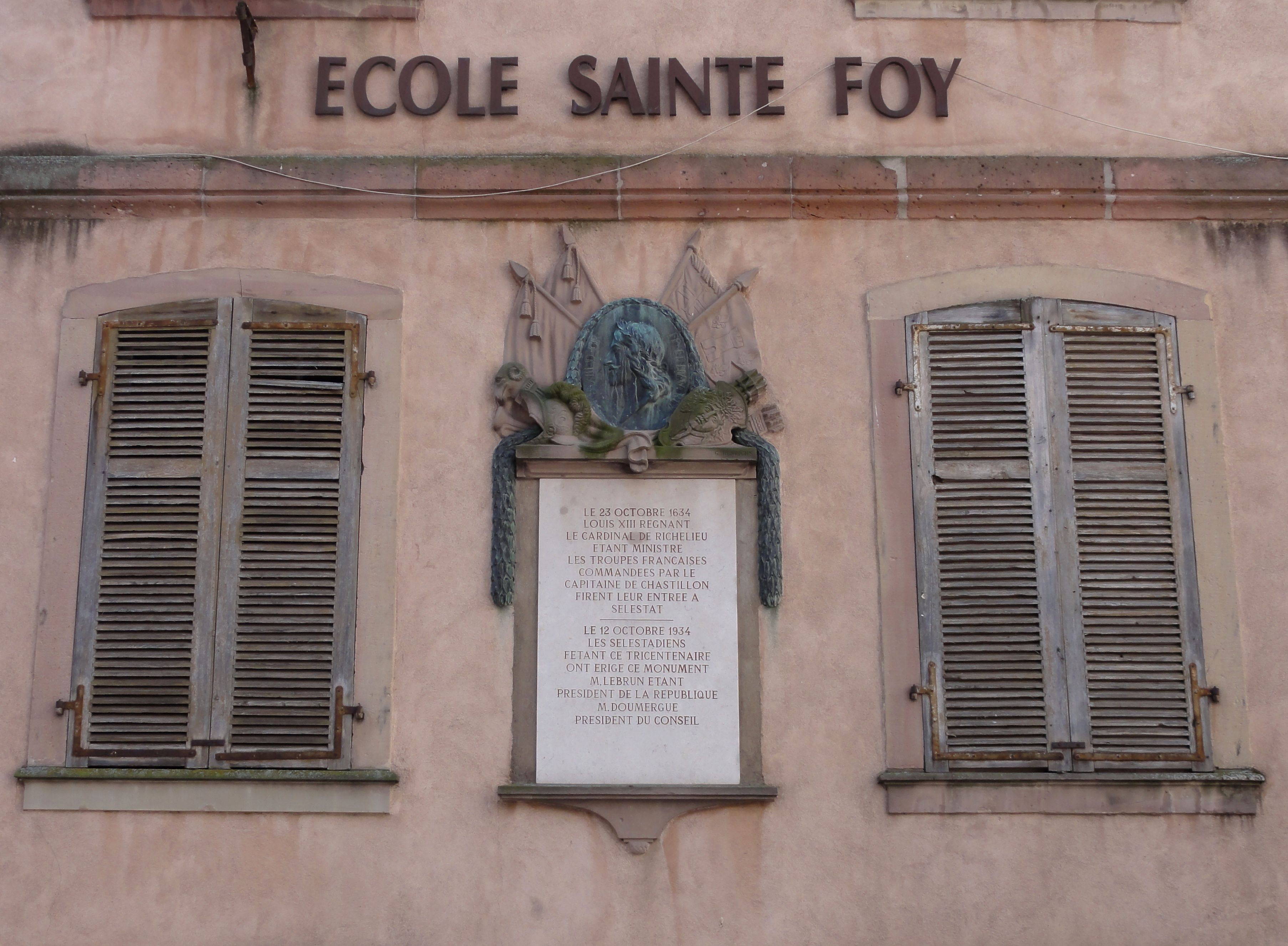
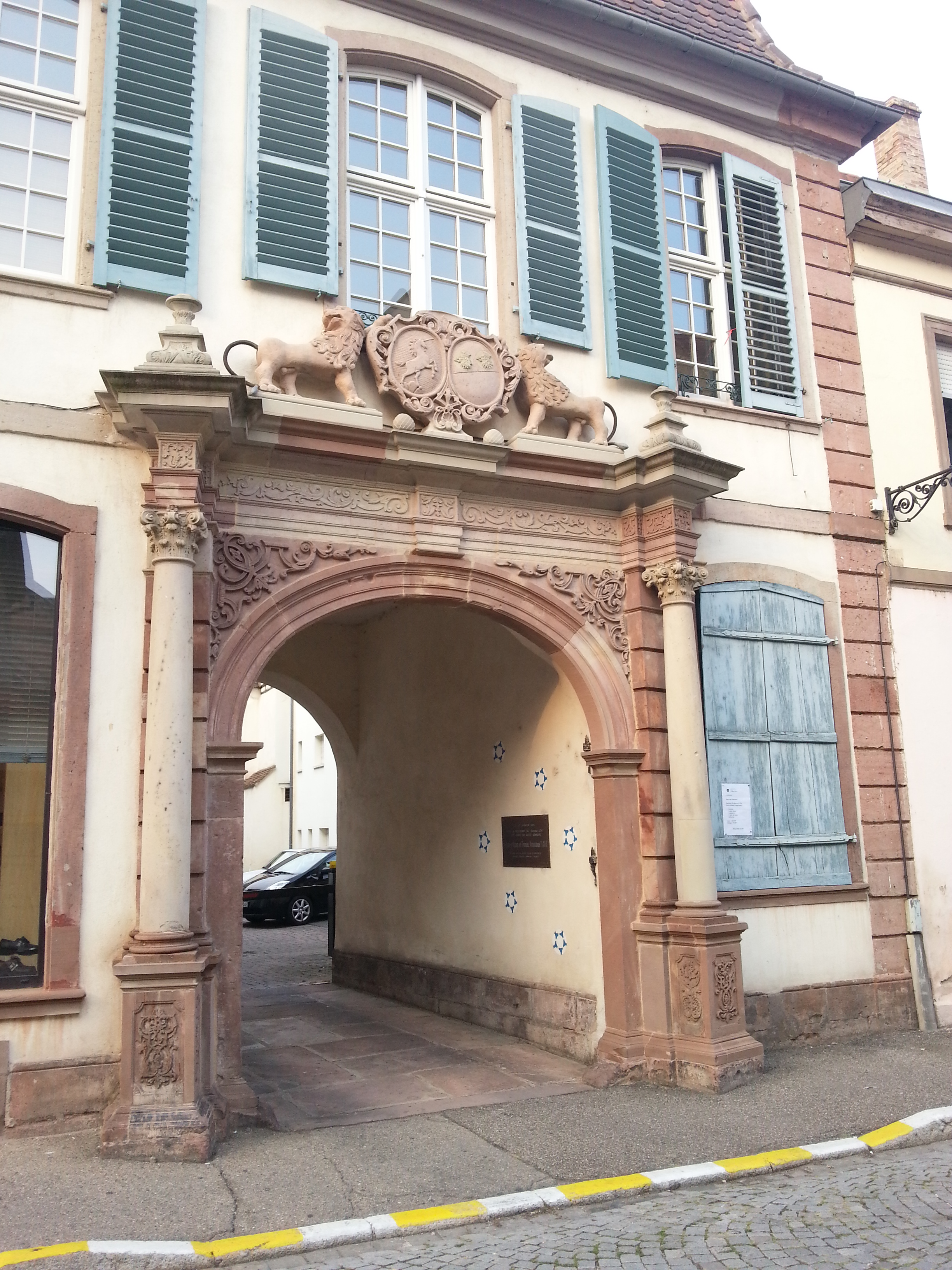
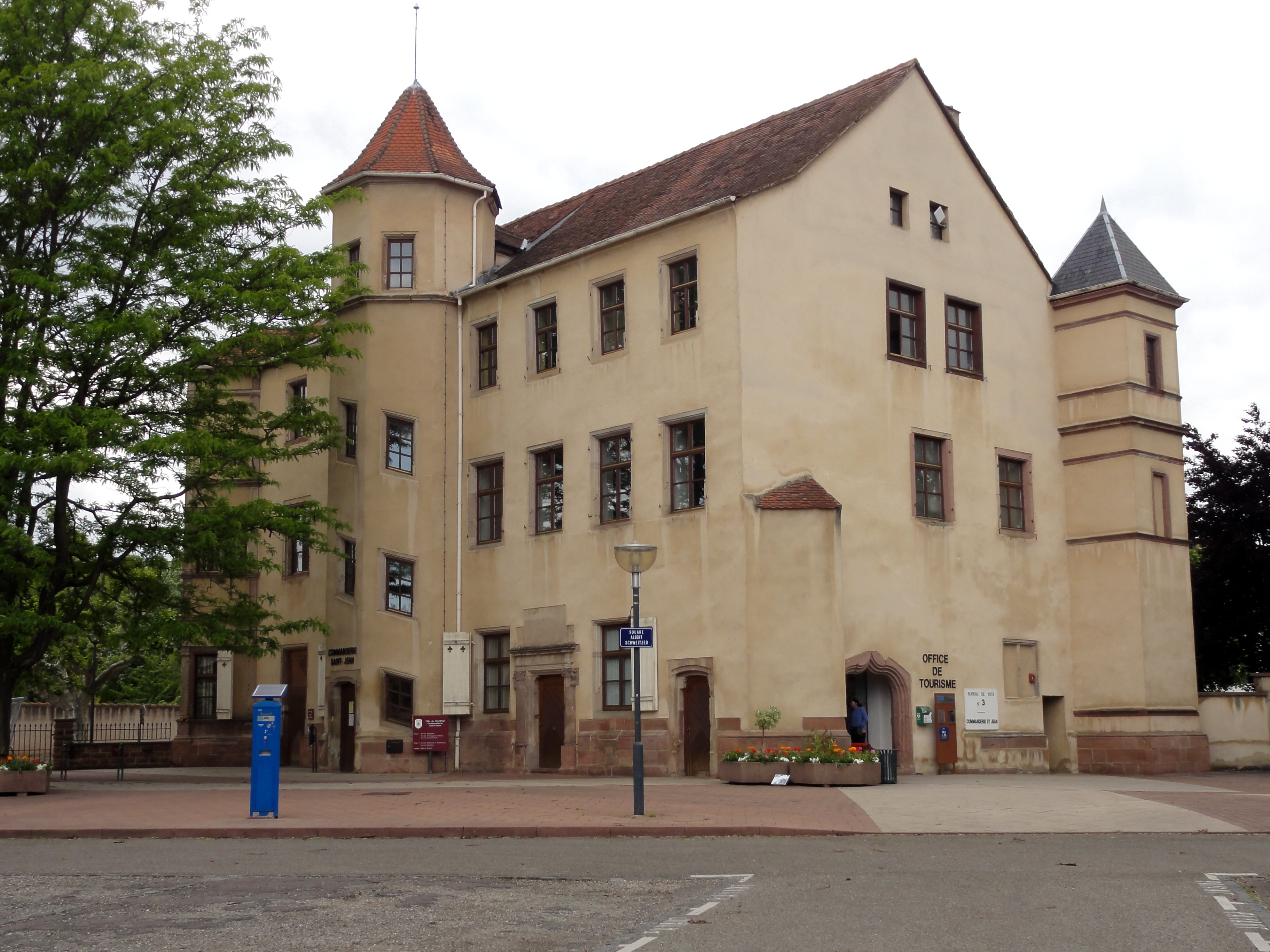
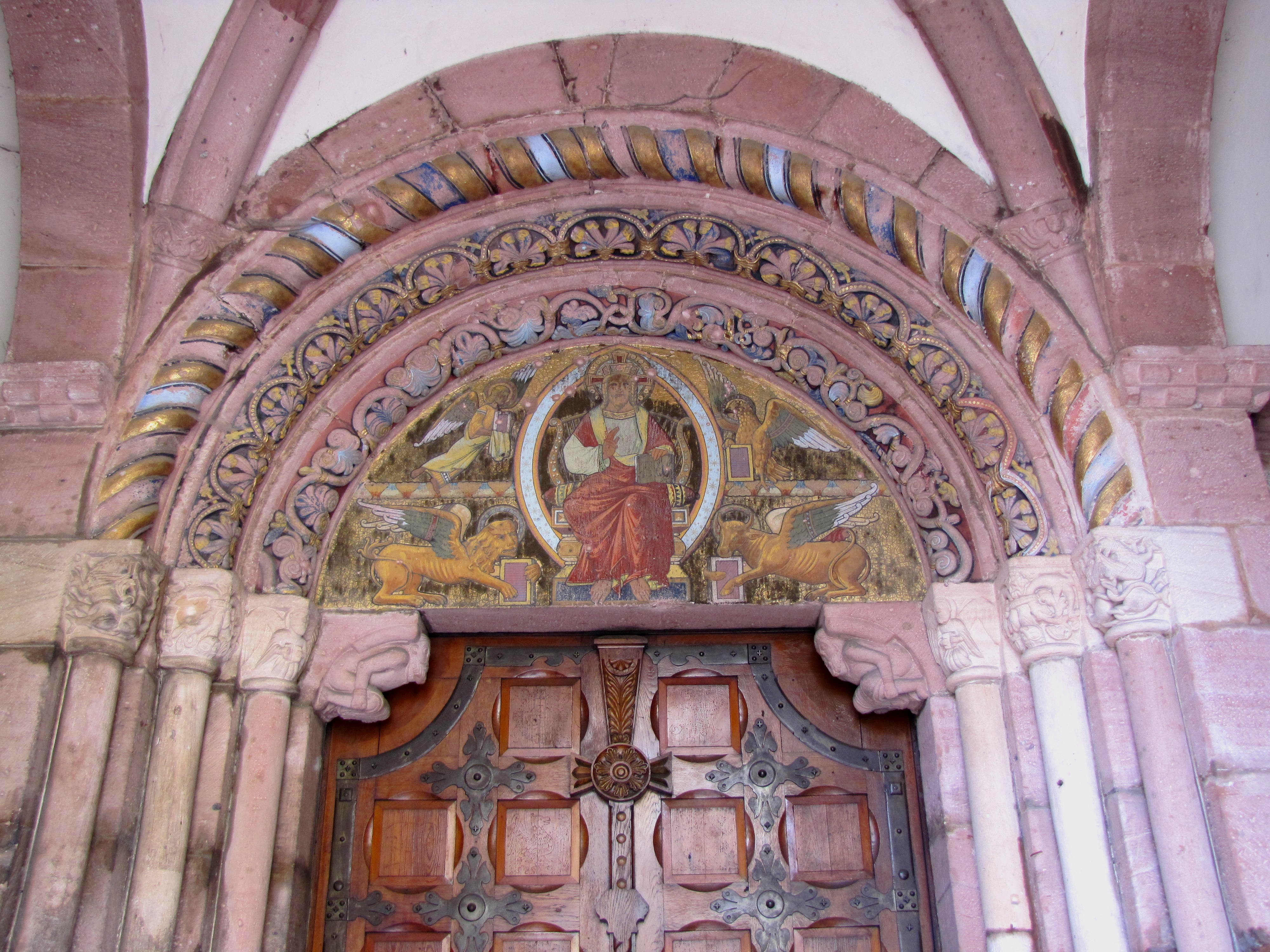
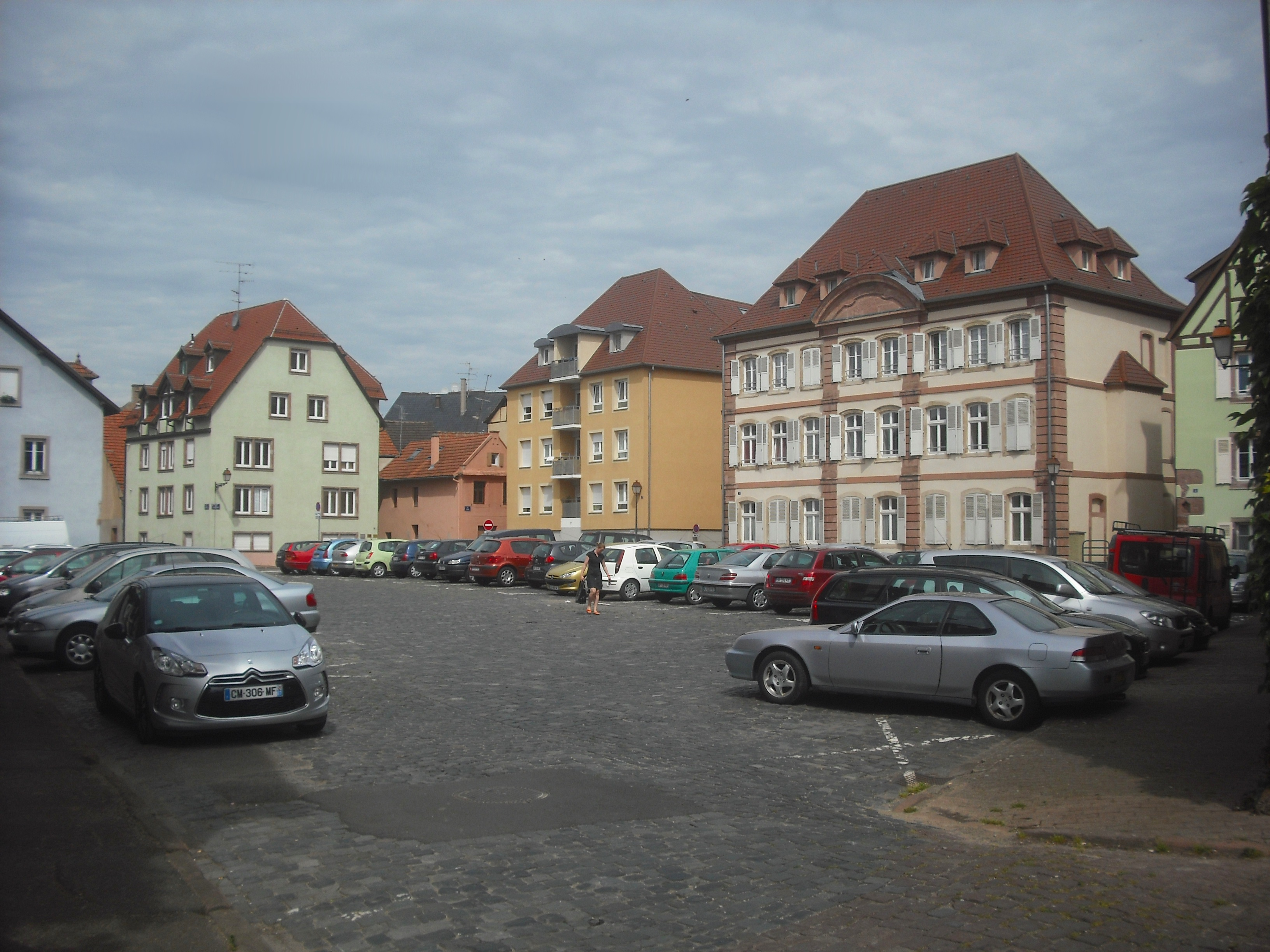

## Nevezetességek
- Könyvtár